# Meteura albicosta
Meteura albicosta är en fjärilsart som beskrevs av George Francis Hampson 1914. Meteura albicosta ingår i släktet Meteura och familjen björnspinnare. Inga underarter finns listade i Catalogue of Life.